# وحدت‌گرایی یهود
وحدت‌گرایی یهود (بهعبری: עמיות יהודית, عامیوت یِهودیت) آگاهی از اتحادی زیر بنایی است که باعث می‌شود یک فرد یهودی بخشی از قوم یهود شناخته شود.
مفهوم وحدت‌گرایی یا ملت‌گرایی یهود به دو معنی برداشت می‌شود٬ نخستین توصیف، به‌عنوان شرح وجود یهودیان به عنوان یک ملت است و دومی از نظر هنجاری، یک ارزش است که احساس تعلق و تعهد به قوم یهود را توصیف می‌کند.
برخی بر این باورند که مفهوم ملت‌گرایی یهود٬ نوعی تغییر الگو و پارادایم در جمعیت یهود است و باتأکید براینکه مسیر اصلی زندگی یهود در صهیونیسم متمرکز شده، لذا جمعیت یهود به‌جای آن باید بر ملت گرایی یهود تمرکز کنند.
عده‌ای دیگر نیز معتقدند که مفهوم وحدت‌گرایی در طول هزاران سال در زندگی یهودیان رخنه کرده و تمرکز بر روی آن٬ یک تغییر الگو٬ تلقی نمی‌شود و یهودیان در تداوم بیش از ۲۰۰۰ سال، به یک احساس مسئولیت مشترک نسبت به مردم خود و اعضای قوم یهود رسیده‌اند.
در عین حال، مفاهیم ملت‌گرایی و صهیونیسم لزوماً در تضاد با یکدیگر نبوده و تعریف یهودیت به عنوان یک ملت یا یک تمدن حاکی‌از طیف گسترده‌ای از ارزش‌ها در چارچوب مفهوم یهودیت است.

## خاست‌گاه
به‌نظر می‌رسد٬ نخستین کاربرد قابل توجه از مفهوم خلق‌گرایی یا وحدت‌گرایی یهود توسط مردخای کاپلان متفکر یهودی قرن بیستم باشد که در جستجوی اصطلاحی بود تا او را قادر سازد که ماهیت پیچیده تعلقات یهودیان را توصیف کند. وی در اثر خود یهودیت به عنوان یک تمدن٬ به دنبال تعریف مردم٬ دین و مذهب یهودی در قالبی فرهنگی-اجتماعی بوده‌است.